# Kejsardömet Iran
Kejsardömet Iran eller Kejserliga staten Iran (persiska: کشور شاهنشاهی ایران, Kešvar-e Šâhanšâhi-ye Irân), även känd som den kejserliga staten Persien, var det officiella namnet på den iranska staten under pahlavidynastin. Monarkin varade fram till 1979 då den avskaffades i samband med den iranska revolutionen.

## Historia
Den sedan 1795 regerande dynastin störtades i oktober 1925 genom en nationalistisk militärkupp, ledd av Reza Pahlavi, som därpå av nationalförsamlingen utropades till shah. Reza Pahlavi eftersträvade att förvandla Persien till en modern nationalstat. Den inre ordingen upprätthölls med fasthet, finanserna omorganiserades och järnvägar anlades. Han hävdade även med kraft Persiens intressen mot de europeiska makterna. År 1935 antog Persien sitt urgamla namn Iran.
Kejsardömet varade till 1979, då Pahlavis störtades som ett resultat av den iranska revolutionen som avskaffade Irans kontinuerliga monarki och etablerade den nuvarande islamiska republiken Iran.

## Pahlavidynastin
Pahlavidynastin grundades 1925 av Reza Pahlavi, en före detta brigadgeneral i den persiska kosackbrigaden. Hans regeringstid varade till 1941, då han av de allierade tvingades abdikera under andra världskriget efter den anglo-sovjetiska invasionen av Iran. Han efterträddes av sin son, Mohammad Reza Pahlavi, som var den sista shahen av Iran.